# Ruunasaaret (ö i Södra Savolax, Nyslott, lat 62,48, long 28,68)
Ruunasaaret är en ö i Finland. Den ligger i sjön Kermajärvi och i kommunen Heinävesi i den ekonomiska regionen  Nyslotts ekonomiska region  och landskapet Södra Savolax, i den sydöstra delen av landet, 300 km nordost om huvudstaden Helsingfors. Öns area är 0,4 hektar och dess största längd är 80 meter i sydöst-nordvästlig riktning.  Notera att namnet antyder att det är fråga om flera öar.